# Dave Beasant
David John „Dave“ Beasant (* 20. März 1959 in London, England) ist ein ehemaliger englischer Fußballspieler, der unter anderem beim FC Wimbledon, FC Chelsea, FC Southampton und Nottingham Forest tätig war. Für die englische Fußballnationalmannschaft bestritt er zwei Länderspiele.

## Spielerkarriere

### FC Wimbledon
Dave Beasant begann seine Profilaufbahn 1979 beim FC Wimbledon, der gerade in die drittklassige Third Division aufgestiegen war. Nach zwischenzeitlichen Wiederabstieg in die vierte Liga stieg der Verein in der Saison 1983/84 in die Second Division auf. Nach einem zwölften Platz im ersten Zweitligajahr gelang 1985/86 der Aufstieg in die First Division als Tabellendritter hinter Norwich City und Charlton Athletic. Mit 27 Jahren hatte Beasant damit den Sprung in die höchste englische Spielklasse geschafft. Der FC Wimbledon erreichte als Aufsteiger einen sechsten Platz in der Football League First Division 1986/87; in der nächsten Saison wurde man Siebter. Noch erfolgreicher agierte der Verein im FA Cup 1987/88, in dem Mannschaftskapitän Beasant seine Mannschaft zum Titel führte. Im Finale bezwang das Team um Vinnie Jones, John Fashanu, Dennis Wise und Laurie Cunningham den FC Liverpool durch ein Tor von Lawrie Sanchez mit 1:0. Beasant ging durch dieses Spiel gleich zweimal in die Geschichte des FA Cups ein: Zunächst hielt er in der 60. Minute einen Foulelfmeter von John Aldridge, der erste gehaltene Strafstoß in einem FA Cup Finale im Wembleystadion, das dort seit 1923 ausgetragen wurde. „...and he saved it - and made history - the first time ever when a penalty kick is not been converted in the FA Cup Final here“, schrie BBC-Kommentator John Motson ins Mikrofon. Außerdem war er der erste Torwart, der als Mannschaftskapitän den FA Cup von Prinzessin Diana in Empfang nahm.
Nach Ende der Saison entschied er sich für einen Vereinswechsel und ging zu Newcastle United. Der Zeitpunkt des Wechsels erwies sich als ungünstig, denn Newcastle stieg in der Saison 1988/89 als Tabellenletzter in die Second Division ab. Beasant schloss sich bereits im Laufe der Spielzeit (Januar 1989) dem FC Chelsea an.

### FC Chelsea
Unter Trainer Bobby Campbell spielte der Verein aus Beasants Heimatstadt London zu diesem Zeitpunkt in der zweiten Liga. Chelsea gelang jedoch ein ausgezeichnetes Jahr das mit 17 Punkten Vorsprung auf den Tabellenzweiten Manchester City souverän zum Aufstieg in die First Division führte. Im Folgejahr erreichte das Team einen fünften Platz in der Football League First Division 1989/90. In den beiden Folgejahren konnte der FC Chelsea dieses Niveau nicht halten und verbrachte die Zeit im Mittelfeld der Tabelle. Unter Trainer Ian Porterfield verlor Beasant seinen Stammplatz im Tor und wechselte für einige Zeit auf Leihbasis zu Grimsby Town und den Wolverhampton Wanderers, ehe er sich 1993 dem FC Southampton anschloss.

### FC Southampton
In Southampton verbrachte Dave Beasant die kommenden Jahre in der 1992 neu eingeführten Premier League überwiegend im Mittelfeld oder unterem Drittel der Tabelle. In der Premier League 1995/96 sorgte lediglich das bessere Torverhältnis für den Klassenerhalt gegenüber Manchester City. Nach einem weiteren knapp erreichten Klassenerhalt wechselte er 1997 zu Nottingham Forest.

### Nottingham Forest
Die Mannschaft aus den East Midlands war im Vorjahr unter Spielertrainer Stuart Pearce in die Second Division abgestiegen. Der mittlerweile 38-Jährige Dave Beasant schaffte mit seiner neuen Mannschaft jedoch den direkten Wiederaufstieg durch einen ersten Platz vor dem FC Middlesbrough. Das Folgejahr in der Premier League 1998/99 führte zu einem erneuten Abstieg als Tabellenletzter. Beasant verlor zudem gegen Ende der Saison seinen Platz im Tor an Mark Crossley. Unter dem neuen Trainer David Platt verpasste Nottingham 1999/2000 den Wiederaufstieg. Beasant teilte sich den Torhüterposition erneut mit Crossley. Die Saison 2000/2001 absolvierte er noch einmal komplett als Stammtorhüter und wechselte am Saisonende mit 42 Jahren zum FC Portsmouth.
Dort ersetzte Beasant den tödlich verunglückten Torhüter Aaron Flahavan. Nach weiteren kurzfristigen Engagements beendete er in der Saison 2003/04 seine langjährige Spielerlaufbahn.

### FC Stevenage
Am 2. Mai 2015 wurde er im Alter von 56 Jahren für ein Play-off-Spiel des FC Stevenage nominiert.

## Englische Fußballnationalmannschaft
1989 bestritt Dave Beasant zwei Länderspiele für die englische Nationalmannschaft. Nationaltrainer Bobby Robson nominierte den beim FC Chelsea tätigen Torhüter daraufhin für die Fußball-Weltmeisterschaft 1990 in Italien, als Ersatz für den verletzten David Seaman. Dort stand er jedoch im Schatten des legendären Peter Shilton und kam zu keinem WM-Einsatz. England scheiterte im Halbfinale am späteren Weltmeister Deutschland. Unter dem neuen Trainer Graham Taylor spielte er keine weitere Rolle mehr.

## Titel
- Englischer Pokalsieger 1988 (FC Wimbledon)